# Cor Caroli
Cor Caroli (α CVn, α Canum Venaticorum, Alpha Canum Venaticorum) este cea mai luminoasă stea din constelația nordică Câinii de Vânătoare. Este o stea binară, deci este compusă din doi componenți. Denumirea de Cor Caroli înseamnă „Inima lui Charles” și a fost acordată în secolul al XVII-lea în onoarea regelui ucis Carol I al Angliei.

## Denumire
Numele său latinesc Cor Caroli semnifică „Inima lui Carol”, omagiindu-l pe regele Angliei Carol I. Potrivit legendei, în 1660, steaua i-a apărut fiului lui Carol I, Carol al II-ea extrem de strălucitoare. Tatăl său fiind executat în 1649, el a asociat această stea sufletului defunctului său tată. Dar Edmond Halley, astronom regal, a fost cel care, în 1725, a denumit, în mod oficial, această stea „Cor Caroli”.
Această stea apare pe hărțile astronomului englez Francis Lamb din 1673, împodobită pe această hartă cu o inimă marcată „Cor Caroli Regis Martyris”.

## Descriere
Este vorba despre o stea binară, componenta principală a perechii (α2 Cor Caroli însăși) este o stea variabilă, prototip al unei clase de stele variabile numite variabile de tip α2 Canum Venaticorum. Aceste stele posedă un câmp magnetic foarte puternic, care provoacă, după toate aparențele, apariția de pete stelare enorme. Aceste pete, repartizate în mode neregulat, ar fi cauza variațiilor de luminozitate a acestui tip de stele în cursul rotației lor.
Magnitudinea aparentă a stelei Cor Caroli variază de la +2,84 la +2,94, în cursul unui ciclu care durează 5,47 de zile.
Companionul lui Cor Caroli (α1) este mult mai puțin luminos, cu o magnitudine de +5,5, și este de tip spectral F0 V. Este separat de componenta principală de 19,3 secunde de arc.